# Arthur Colgan
Arthur Joseph Colgan CSC (ur. 8 listopada 1946 w Dorchester) – amerykański duchowny rzymskokatolicki posługujący w Peru, w latach 2015-2023 biskup pomocniczy Chosica.

## Życiorys
Święcenia kapłańskie przyjął 27 października 1973 w Zgromadzeniu Świętego Krzyża. Po święceniach wyjechał do Peru i pełnił funkcje m.in. wikariusza generalnego diecezji Chimbote, pracownika komisji społecznej przy peruwiańskiej Konferencji Episkopatu oraz wikariusza biskupiego w stołecznej archidiecezji. W 2000 powrócił do kraju i został przełożonym jednej z prowincji zakonnych. Od 2010 ponownie pracował w Peru w charakterze wikariusza generalnego diecezji Chosica.
13 października 2015 otrzymał nominację na biskupa pomocniczego Chosica oraz biskupa tytularnego Ampory. Sakry biskupiej udzielił mu 12 grudnia 2015 ordynariusz tej diecezji, bp Norbert Strotmann.
27 grudnia 2023 papież Franciszek przyjął jego rezygnację z urzędu biskupa pomocniczego diecezji Chosica. 